# 亨利·弗罗姆
亨利·弗罗姆（丹麥語：Henry From，1926年6月1日—1990年8月31日），丹麦男子足球运动员，场上位置是守门员。他曾代表丹麦国奥队参加1960年夏季奥林匹克运动会足球比赛，获得一枚银牌。